# Aventura culinaria
Aventura culinaria es un programa de televisión de gastronomía peruana iniciado en septiembre de 2003 por la señal de Movistar Plus y conducido por el chef peruano Gastón Acurio.
El programa se basa en un recorrido por diferentes mercados de abastos, restaurantes, puestos ambulantes de comida y rincones gastronómicos populares no muy conocidos, denominados huariques, donde Gastón Acurio se acerca a los productores de insumos y presenta los platos y preparaciones más destacadas de los lugares que visita, mientras se cuenta la historia de algunos platos más conocidos de la gastronomía del Perú.

## Premios y nominaciones
| Año  | Premio                       | Categoría                   | Resultado | Ref.  |
| ---- | ---------------------------- | --------------------------- | --------- | ----- |
| 2008 | Premios Luces de El Comercio | Mejor programa gastronómico | Ganador   | [ 8 ] |